# Pueblo Jemez
El Pueblo Jemez (en towa Walatowa o "poble del turó") és una concentració de població designada pel cens dels Estats Units al comtat de Sandoval, a l'estat de Nou Mèxic. Segons el cens del 2000 tenia 1.953 habitants. És el lloc de residència de la tribu reconeguda federalment del Pueblo Jemez, que parla la llengua towa del grup kiowa-tano.

## Demografia

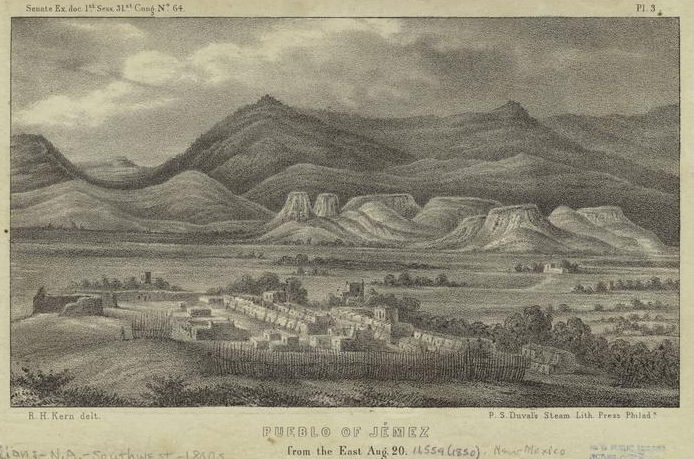
Pueblo Jemez, 1850

Segons el cens de 2010 hi havia 1.788 persones residint al Pueblo Jemez. La densitat de població era de 337,25 hab./km². Dels 1.788 habitants, Pueblo Jemez estava compost pel 0,39% blancs, el 0,06% eren afroamericans, el 98,6% eren amerindis, el 0,5% eren d'altres races i el 0,45% pertanyien a dos o més races. Del total de la població l'1,29% eren hispans o llatins de qualsevol raça.
La seva llengua tenia 1.909 parlants el 2000. Segons dades de la BIA del 1995, hi havia 2.885 apuntats al rol tribal, però segons el cens dels EUA del 2000 hi havia enregistrats 2.856 individus.

## Corredors Jemez
Fins a un 70% dels 1.890 Jemez vivien en les seves terres de la reserva a principis de 1970. Encara que per llavors un nombre creixent anava canviant al treball assalariat en lloc de l'agricultura, els residents van seguir conreant xili, blat de moro i blat, parlant la seva llengua materna, mantenint les pràctiques consuetudinàries.
El córrer, un vell passatemps i activitat cerimonial Jemez, van créixer encara més en popularitat del que havia estat abans de la Segona Guerra Mundial. Abans de l'arribada de la televisió a Jemez les nits d'hivern s'entretenien amb contes sobre les proeses de la tribu. Les carreres van continuar mantenint el seu lloc cerimonial al llarg dels anys, tenint la finalitat d'ajudar al moviment del sol i de la lluna o accelerar el creixement dels cultius. Alhora es va convertir en un esport popular secular. L'any 1959 va veure la primera cursa anual paníndia Jemez, guanyat pels corredors de Jemez set vegades en els primers deu anys. Un corredor de Jemez, Steve Gachupin, va guanyar el marató Pikes Peak sis vegades en 1968 establint un rècord en arribar al cim en només 2 hores, 14 minuts i 56 segons.

## Artistes Jemez

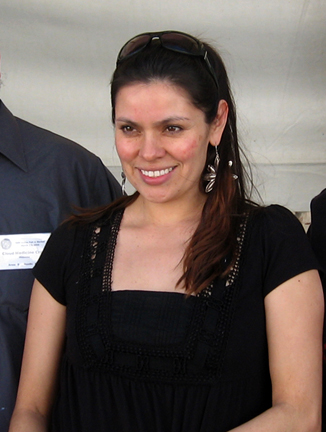
Kathleen Wall, terrissaire Jemez